# Darmont (entreprise)
Pour les articles homonymes, voir Darmont (homonymie).
Darmont est un ancien constructeur automobile de cyclecar français d'entre-deux-guerres, en activité à Paris et Courbevoie de 1919 à 1939.

## Histoire
Robert Darmont crée avec succès en 1919 (peu après la Première Guerre mondiale) son entreprise française d'import de cyclecar Morgan 3-Wheeler anglaise (produites avec succès de 1909 à 1952). Il s'associe à la fin de la guerre avec son frère André Darmont (pilote de course) pour créer leur atelier de fabrication de cyclecar au 27 rue Jules Ferry à Courbevoie près de Paris. 

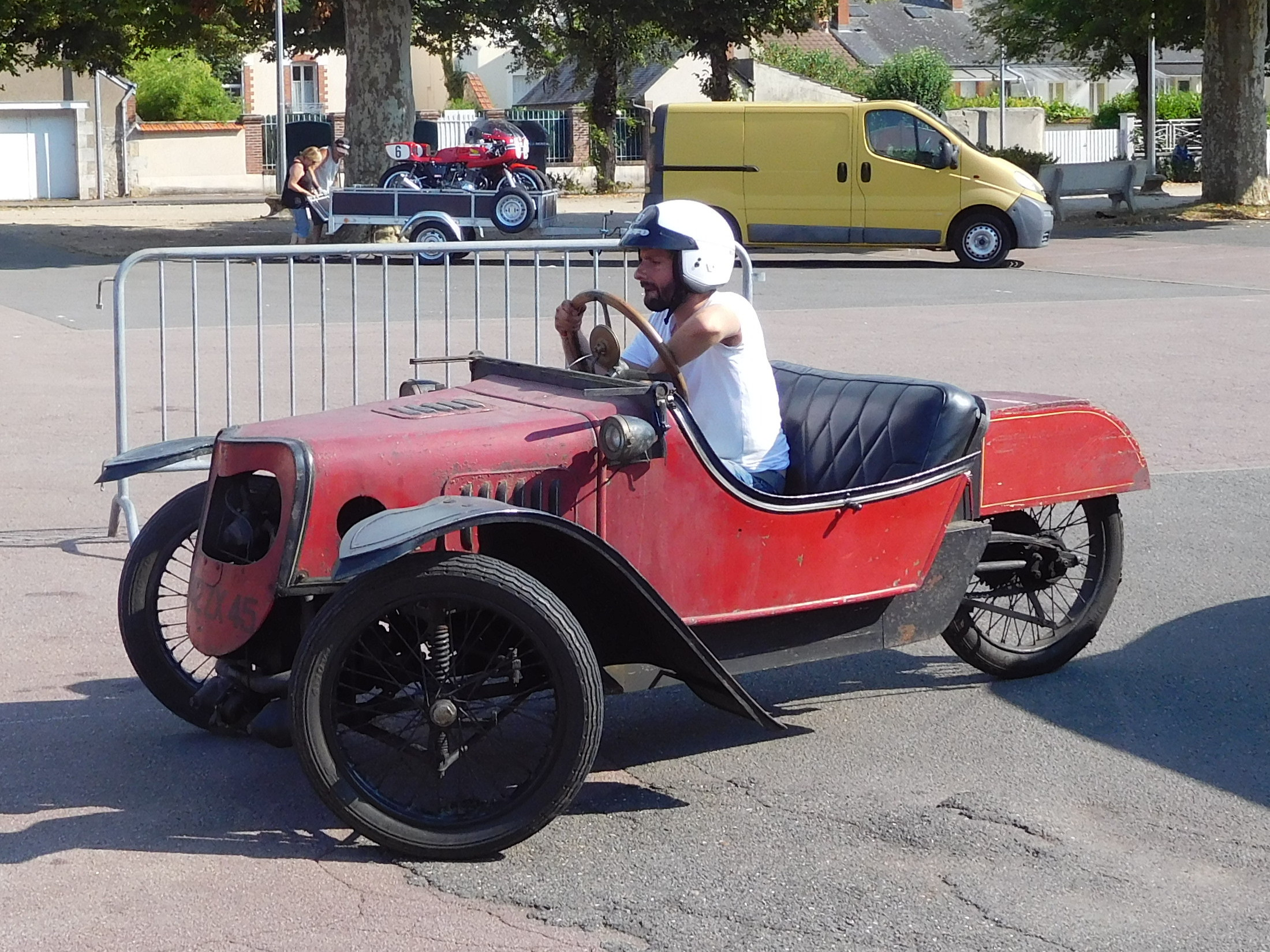
Darmont
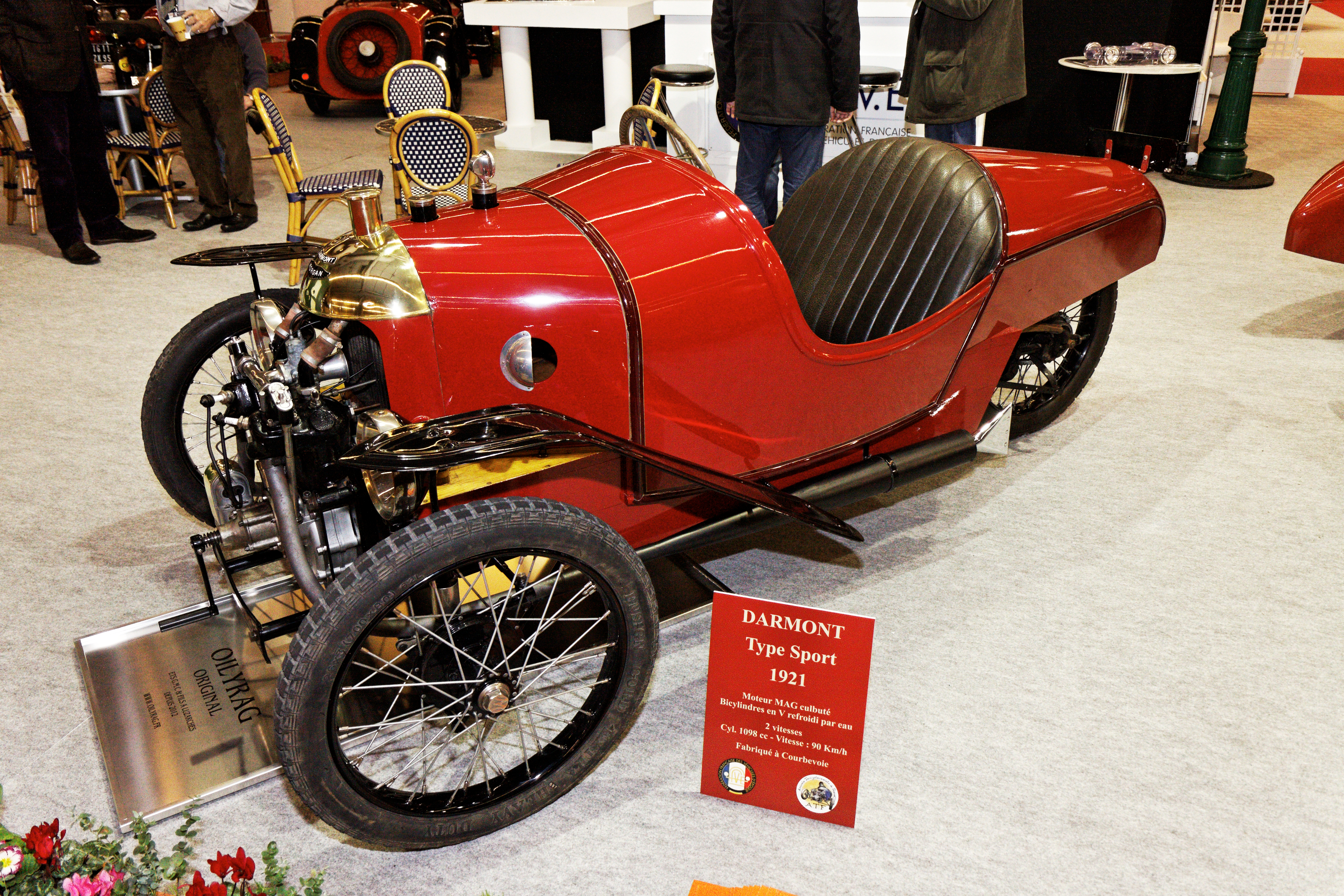
Darmont-Morgan Type Sport
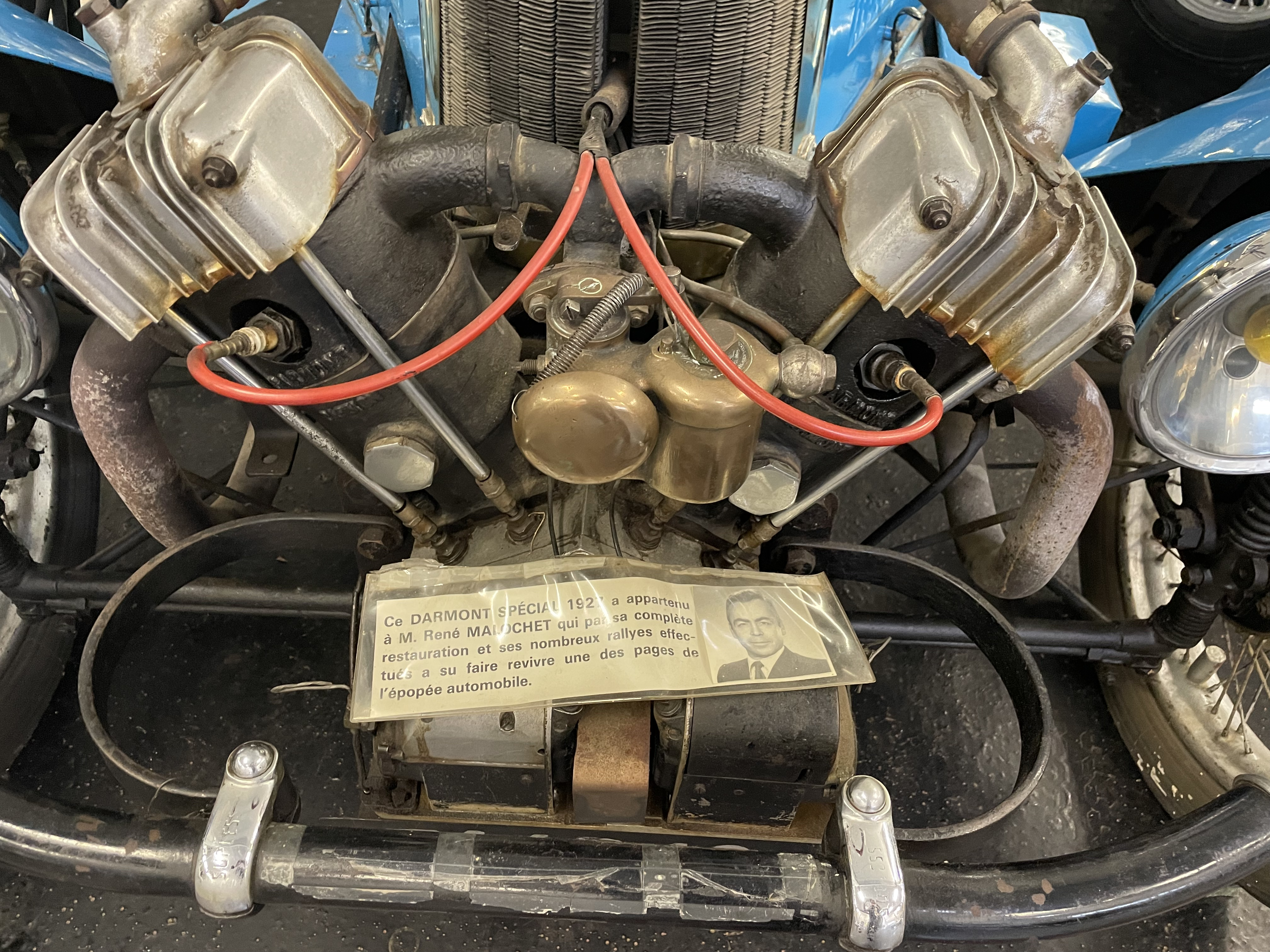
Moteur de la Darmont Special (1927).

À partir de 1921 Darmont fabrique sa série Darmont-Morgan (à base de Morgan 3-Wheeler sous licence française Morgan Motor) commercialisées avec succès par son agence du 178 rue de Courcelles du 17e arrondissement de Paris et par un important réseau de distributeurs nationaux (dont Sandford à Paris). 

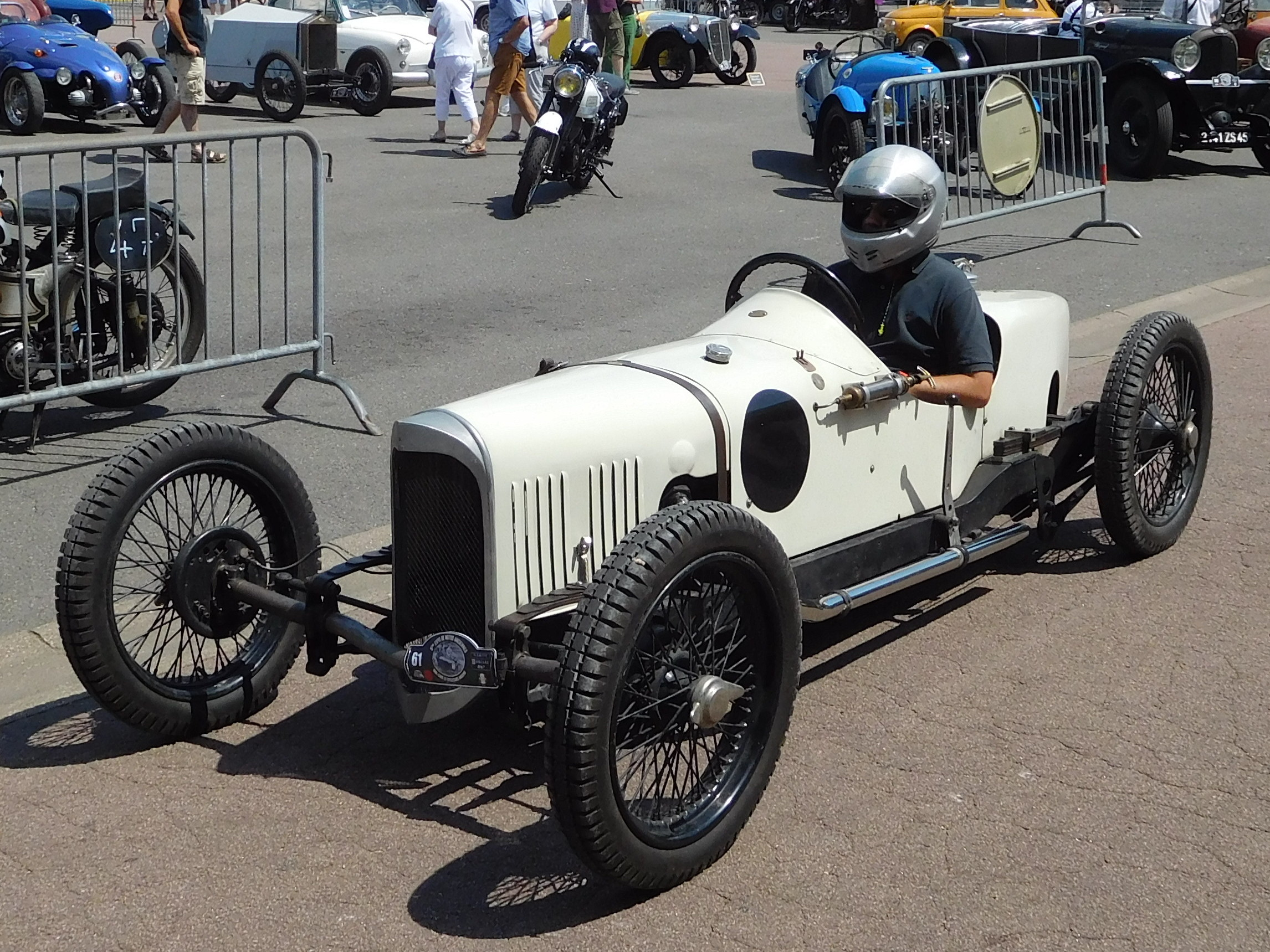
Darmont Spécial
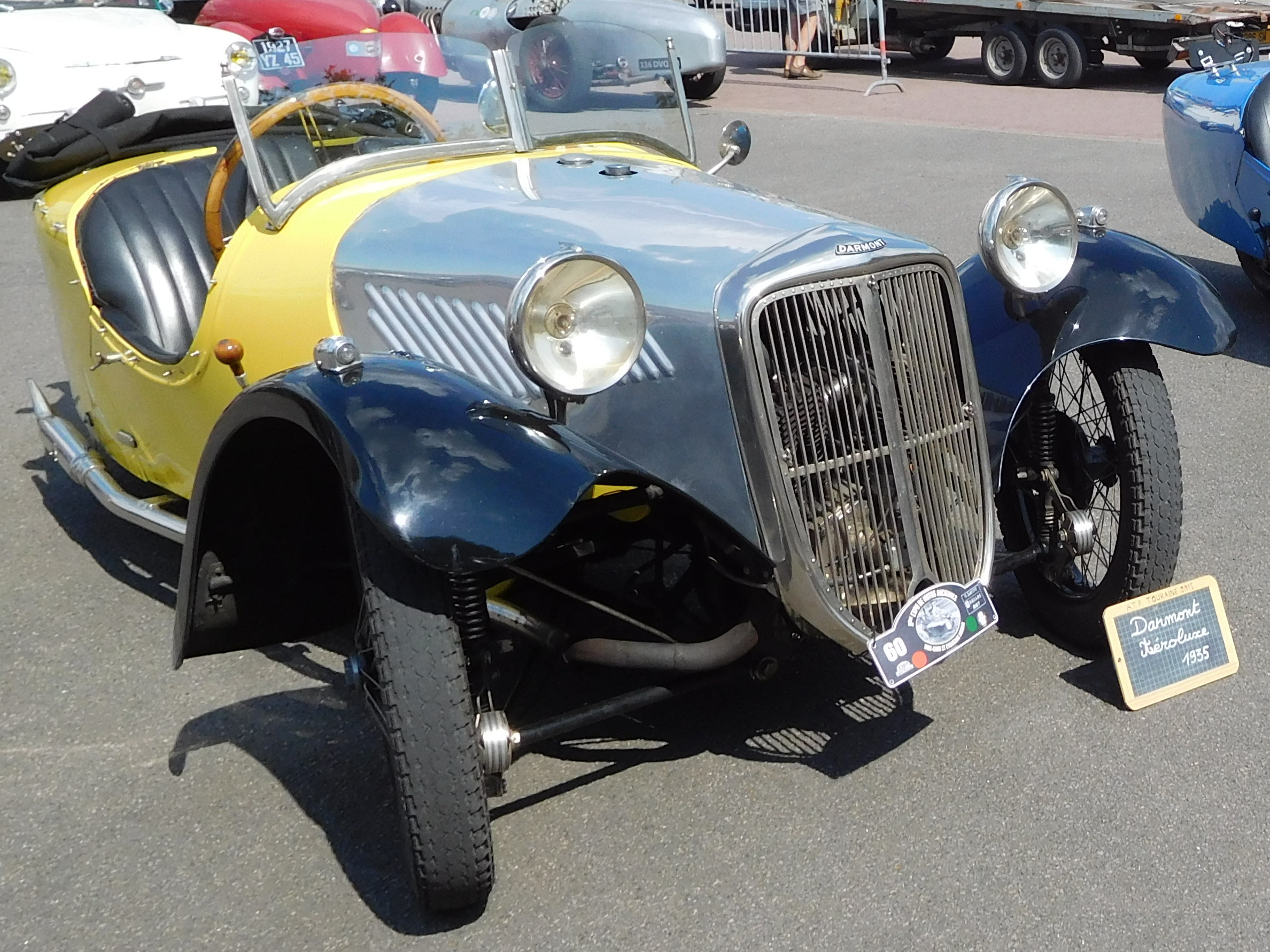
Darmont Aéroluxe
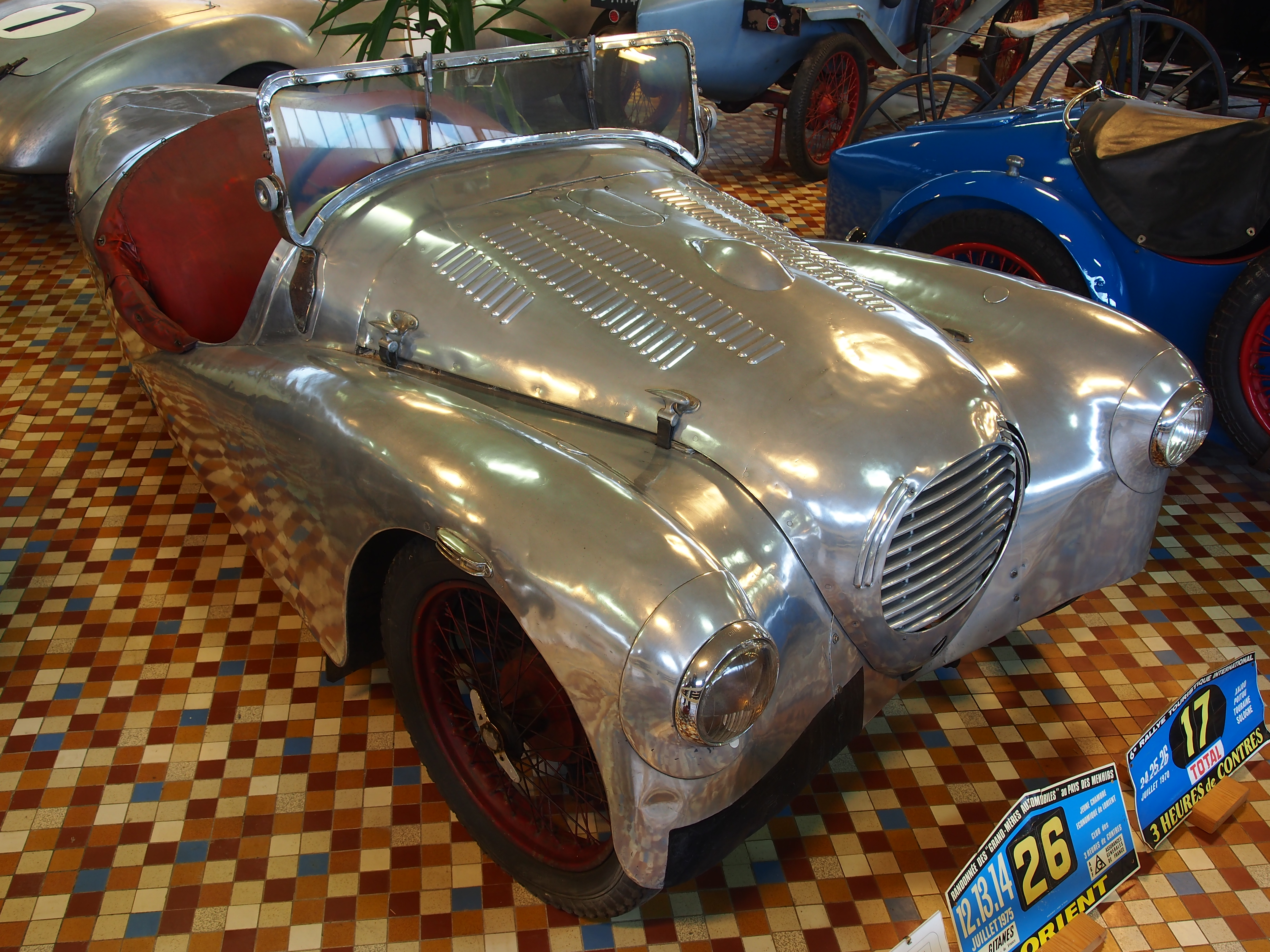
Darmont Morgan DS
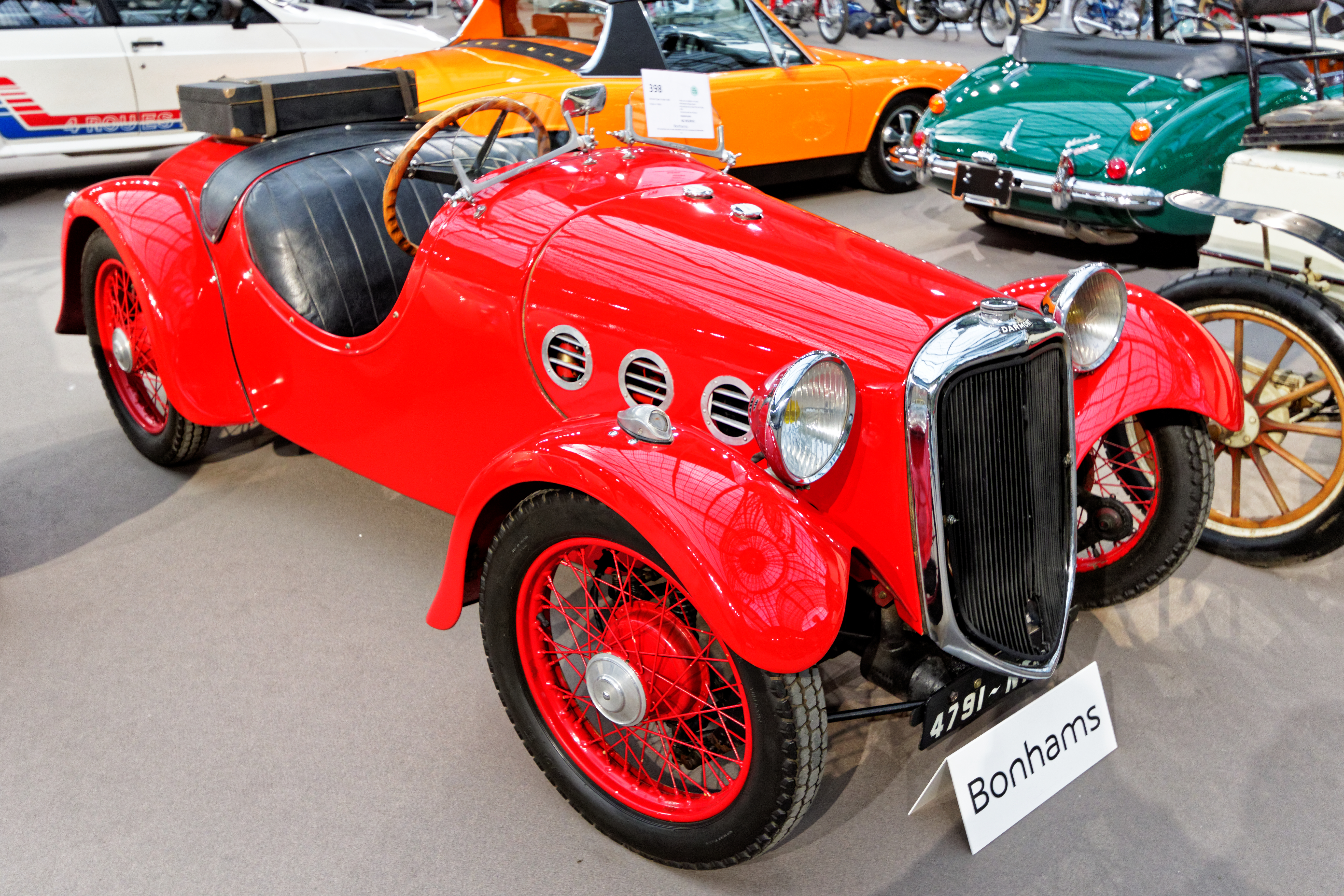
Darmont Type V Junior

La marque s'affranchit de Morgan en 1926 avec sa gamme de cyclecar Darmont, déclinée sous divers carrosseries (Runabout, Sporting, Camionnette, Pick-up, Sport, STN, STO, Darmont Spécial, STR, Étoile de France, Aéroluxe, ou V Junior...) avec divers niveaux d'équipements des plus rudimentaires aux plus luxueux, et divers motorisations (monocylindre, bicylindre, 4 cylindres, compresseur, de 500 à 1 100 cm3). Les versions les plus sportives s'illustrent dans de nombreuses compétitions. 
En 1935 la marque crée son premier cyclecar 4 roues Darmont V-Junior, commercialisé avec succès jusqu’à la déclaration de la Seconde Guerre mondiale, qui contraint la marque à la faillite et disparition définitive. Quelques modèles subsistent à ce jour à titre d'automobile de collection ou à titre d'inspiration de modèles kit car néo-rétro.  

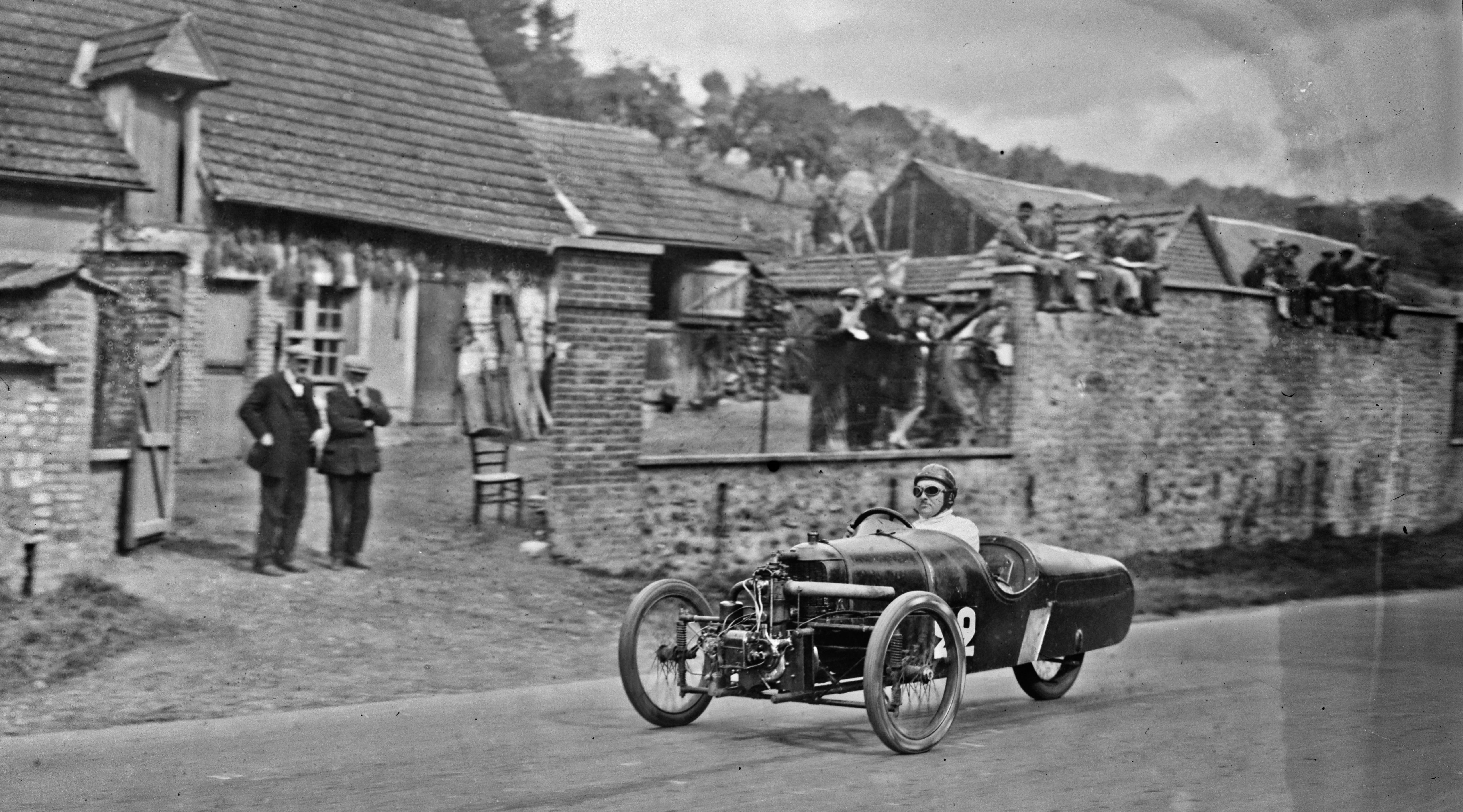
Le pilote Marcel Dhôme sur Darmont-Morgan, dans une course de côte de Gaillon en 1927.

## Quelques modèles
- 1921 : Darmont-Morgan, moteur 2 cylindres en V de 1 084 cm3, 4 temps, refroidi par air ou par eau
- 1926 : Darmont Spécial, variante de la précédente refroidie par eau, 28 à 35 ch, pour une vitesse de pointe de 150 km/h
- 1932 : Darmont Étoile de France, variante de la précédente, avec moteur de 1 100 cm3
- 1935 : Darmont V Junior, variante de la précédente avec une carrosserie 4 roues